# 石川不二子
石川 不二子（いしかわ ふじこ、1933年11月22日 - 2020年6月25日頃）は、日本の歌人。神奈川県藤沢市出身。岡山県吉備中央町在住。歌誌「心の花」選者。本名は黒井不二子。

## 経歴
父は東京朝日新聞の学芸部長を務めた人物。1950年に短歌結社竹柏会「心の花」に入会し、佐佐木信綱に師事。東京農工大学農学部在学中の1954年、『農業実習』にて第1回短歌研究50首詠（現在の短歌研究新人賞）に二席入選。この時の受賞者は中城ふみ子だった。
大学を卒業後、高校教師を経て島根県三瓶山麓の集団共同開拓農場に入植。1973年、岡山県に鳴滝農場を設立し、酪農業に従事する。1977年、第一歌集『牧歌』で第1回現代短歌女流賞受賞。1989年、「鳩子」30首で第25回短歌研究賞受賞。2009年、歌集『ゆきあひの空』で第43回迢空賞、第7回前川佐美雄賞、第11回岡山芸術文化賞グランプリ受賞。
農学を学ぶ女性という先進的な自己像を描いた青春歌から出発し（当時の東京農工大学に女子学生は数えるほどしかいなかった）、五男二女を育てながらの開拓農場での生活や動植物との交歓を平明で率直に表現する生活詠を特色とする。
2020年6月25日頃、心不全のため死去。86歳没。

## 著書
- 牧歌 歌集 不識書院 (1976年)
- 野の繭 歌集 不識書院 (1980年)
- 鳥池 歌集 不識書院 (1989年)
- 鳩子 歌集 不識書院 (1989年)
- さくら食ふ 歌集 不識書院 (1993年)
- 水晶花―石川不二子歌集 歌集 短歌新聞社 (1996年) ISBN 978-4885512827
- 高谷―石川不二子歌集(現代女流短歌全集) 歌集 短歌新聞社 (2000年) ISBN 978-4803909920
- 石川不二子歌集(現代歌人文庫 7) 歌集 国文社 (2000年) ISBN 978-4772001946
- ゆきあひの空 歌集 不識書院 (2008年) ISBN 978-4861510632

## 代表歌
- 睡蓮の円錐形の蕾浮く池にざぶざぶと鍬洗うなり／『牧歌』[6]
- みづみづしき相聞の歌など持たず疲れしときは君に倚りゆく／『牧歌』[7]
- 荒れあれて雪積む夜もをさな児をかき抱きわがけものの眠り／『牧歌』[6]
- 囀（さえず）りのゆたかなる春の野に住みてわがいふ声は子を叱る声／『牧歌』[6]
- われとおなじ名を持つ林檎も薔薇もありこの世たのしとしばしば思へ／『野の繭』[6]